# Renau
Renau és un municipi de la comarca del Tarragonès. La seva història s'inicia a meitats del segle xii. Segurament té un origen anterior, tot i que un dels primers documents on apareix per escrit el nom del poble data de l'any 1161. A l'Arxiu Històric de Santes Creus es troba un pergamí on l'arquebisbe Bernard de Tarragona dona a Guillem de Claramunt diverses propietats, i entre aquestes apareix el “manso de Reinaldus” (o masia de Renau).

## Història
Pertangué al senyoriu dels Catllar fins a principi segle xiv quan, per matrimoni, quedà en mans de la família Montoliu. Més tard passà als Perelló. Renau constituïa una baronia que incloïa un total de sis nuclis.
Molt a prop del poble hi ha l'Ermita de la Mare de Déu del Lloret, del segle xvii, tot i que es reforma en 1704. L'any 1926, l'artista i arquitecte Josep Maria Jujol i Gibert en fa la restauració.

## Geografia
- Llista de topònims de Renau (Orografia: muntanyes, serres, collades, indrets..; hidrografia: rius, fonts...; edificis: cases, masies, esglésies, etc).

## Demografia
| 1497 f | 1515 f | 1553 f | 1717 | 1787 | 1857 | 1877 | 1887 | 1900 | 1910 |
| ------ | ------ | ------ | ---- | ---- | ---- | ---- | ---- | ---- | ---- |
| 14     | 17     | 25     | 124  | 287  | 295  | 230  | 220  | 166  | 158  |

| 1920 | 1930 | 1940 | 1950 | 1960 | 1970 | 1981 | 1990 | 1992 | 1994 |
| ---- | ---- | ---- | ---- | ---- | ---- | ---- | ---- | ---- | ---- |
| 161  | 89   | 76   | 65   | 51   | 29   | 27   | 55   | 55   | 55   |

| 1996 | 1998 | 2000 | 2002 | 2004 | 2006 | 2008 | 2010 | 2012 | 2014 |
| ---- | ---- | ---- | ---- | ---- | ---- | ---- | ---- | ---- | ---- |
| 54   | 55   | 61   | 73   | 91   | 93   | 94   | 101  | 137  | 141  |

| 2016 | 2018 | 2020 | 2022 | 2024 | 2026 | 2028 | 2030 | 2032 | 2034 |
| ---- | ---- | ---- | ---- | ---- | ---- | ---- | ---- | ---- | ---- |
| 148  | 153  | 162  | 152  | 158  | -    | -    | -    | -    | -    |